# European Tyre and Rim Technical Organisation

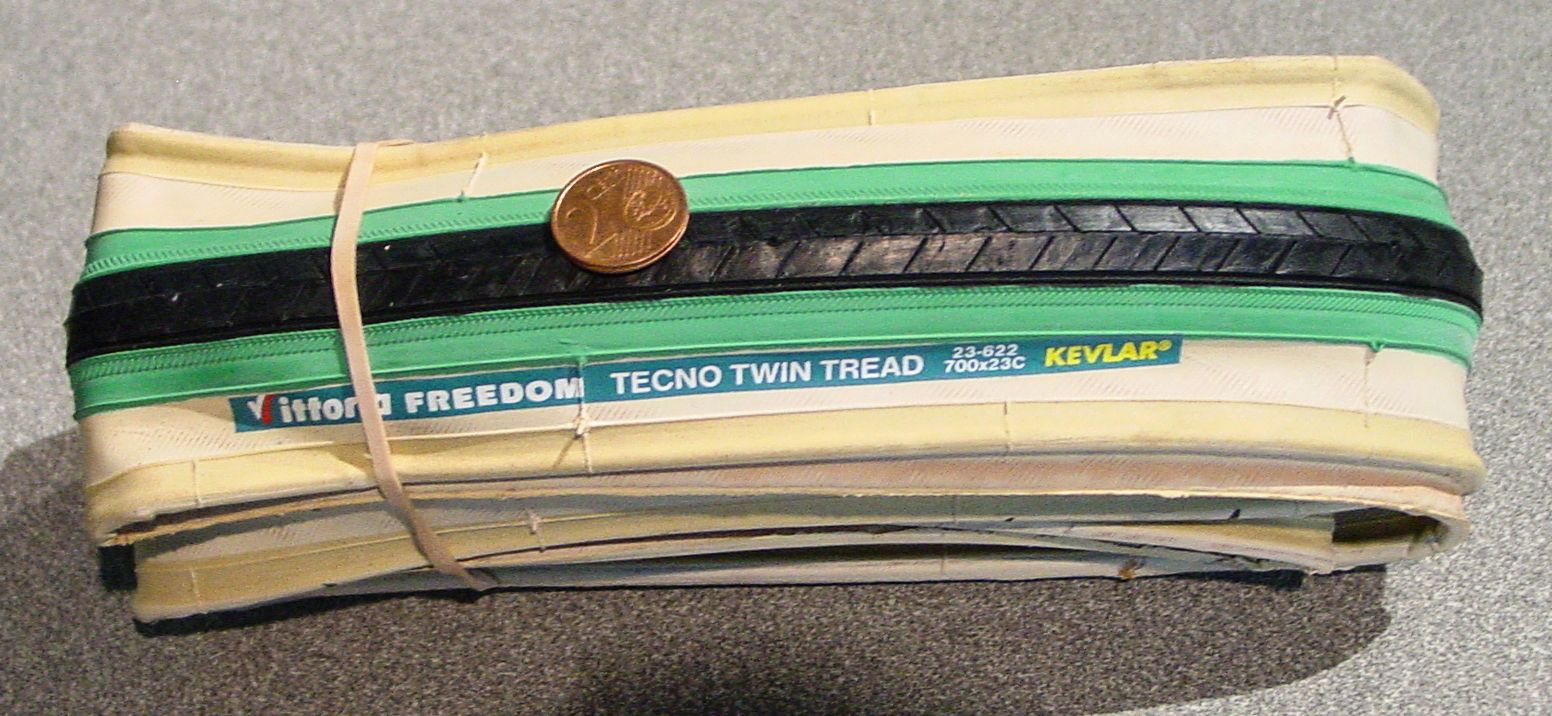
Mittelbreiter Drahtreifen (Faltreifen) für Rennräder nach ETRTO: „23-622“ (Reifenbreite gefolgt vom Reifeninnendurchmesser jeweils in Millimetern.)

Die European Tyre and Rim Technical Organisation (ETRTO; deutsch sinngemäß Europäische Technische Reifen- und Felgen-Organisation) wurde im Oktober 1964 zur Spezifikation und Harmonisierung von Felgen- und Reifengrößen gegründet, existierte jedoch schon von 1956 bis 1964 unter der Bezeichnung European Tyre and Wheel Technical Conference (ETWTC, deutsch Europäische technische Reifen- und Räderkonferenz).
Laut ETRTO-Satzung von Oktober 2008 verfolgt sie folgende Ziele:
- Förderung der Angleichung nationaler Normen, um die Austauschbarkeit von Reifen, Felgen und Ventilen in Europa bezüglich Montage und Anwendung zu erreichen
- Festlegung gemeinsamer Abmessungen und Last-/Luftdruckzuordnungen und Anwendungsleitlinien
- Förderung des ungehinderten Austausches von technischen Informationen, die Reifen, Felgen und Ventile betreffen

Weil Reifen einen erheblichen Beitrag zur Verkehrssicherheit leisten, arbeitet die ETRTO mit nationalen und internationalen Organisationen (wie zum Beispiel der Internationalen Organisation für Normung) und gesetzgebenden Körperschaften zusammen, um geeignete Empfehlungen geben zu können.
Die Tätigkeit in der ETRTO ist dabei streng auf die technischen Gesichtspunkte von Reifen, Felgen und Ventilen beschränkt, soweit sie Montage und Gebrauch betreffen.
Vollmitglieder der Organisation können Hersteller von Reifen, Felgen und Ventilen werden, die eine Produktionsanlage in einem Unterzeichnerland der ECE-Regelungen von 1958 oder 1998 haben.